# Saison 2021-2022 des Pacers de l'Indiana
La saison 2021-2022 des Pacers de l'Indiana est la 55e saison de la franchise et la 46e saison au sein de la National Basketball Association (NBA).
Le 20 août 2021, la ligue annonce que la saison régulière démarre le 19 octobre 2021, avec un format typique de 82 matchs.
La franchise a manqué les playoffs la saison précédente, pour la première fois depuis 2015, amenant le licenciement de Nate Bjorkgren. Les Pacers ont engagée Rick Carlisle, pour un nouveau mandat après avoir entraîné l'équipe de 2003 à 2007, à la suite de 13 saisons passées avec les Mavericks de Dallas.
La saison est marquée notamment par le transfert entre Domantas Sabonis, multiple All-Star avec la franchise, et Tyrese Haliburton.
Les Pacers manquent les playoffs pour la seconde saison consécutive, terminant à la 13e place de la conférence Est et 4e de leur division.

## Draft
| Tour | Choix | Joueur                | Poste | Nationalité            | Provenance            |
| ---- | ----- | --------------------- | ----- | ---------------------- | --------------------- |
| 1    | 13    | Chris Duarte          | SG    | République dominicaine | Ducks de l'Oregon     |
| 2    | 54    | Sandro Mamukelashvili | C     | Géorgie                | Pirates de Seton Hall |
| 2    | 60    | Yórgos Kalaïtzákis    | SF    | Grèce                  | Panathinaïkos         |

## Matchs

### Summer League
| Summer League Total: 3-2 |

| Match | Date match | Équipe        | Score   | Meilleur marqueur         | Meilleur rebondeur   | Meilleur passeur   | Lieux                | Série |
| ----- | ---------- | ------------- | ------- | ------------------------- | -------------------- | ------------------ | -------------------- | ----- |
| 1     | 9 août     | New York      | D 86-94 | Duane Washington Jr. (23) | Oshae Brissett (7)   | Quatre joueurs (3) | Thomas & Mack Center | 0 - 1 |
| 2     | 10 août    | Atlanta       | D 83-84 | Chris Duarte (21)         | Isaiah Jackson (12)  | Bone, Brissett (3) | Thomas & Mack Center | 0 - 2 |
| 3     | 12 août    | Portland      | V 97-64 | Chris Duarte (19)         | Robinson, Taylor (8) | Chris Duarte (6)   | Thomas & Mack Center | 1 - 2 |
| 4     | 14 août    | Oklahoma City | V 95-61 | Chris Duarte (19)         | Brimah, Stanley (6)  | Duarte, Sykes (4)  | Thomas & Mack Center | 2 - 2 |
| 5     | 16 août    | Washington    | V 74-65 | Cassius Stanley (19)      | Jackson, Stanley (7) | Quatre joueurs (2) | Cox Pavilion         | 3 - 2 |

### Pré-saison
| Pré-saison Total: 2-2 (Domicile : 1-1; Extérieur : 1-1) |

| Match | Date match | Équipe      | Score     | Meilleur marqueur     | Meilleur rebondeur    | Meilleur passeur              | Lieux Spectateurs                 | Série |
| ----- | ---------- | ----------- | --------- | --------------------- | --------------------- | ----------------------------- | --------------------------------- | ----- |
| 1     | 4 octobre  | @ New York  | D 104-125 | Chris Duarte (15)     | Jeremy Lamb (9)       | Chris Duarte (5)              | Madison Square Garden 10 090      | 0 - 1 |
| 2     | 8 octobre  | @ Cleveland | V 109-100 | Malcolm Brogdon (27)  | Domantas Sabonis (10) | T. J. McConnell (7)           | Rocket Mortgage FieldHouse 10 024 | 1 - 1 |
| 3     | 13 octobre | Memphis     | V 109-107 | Domantas Sabonis (24) | Domantas Sabonis (13) | T. J. McConnell (7)           | Gainbridge Fieldhouse 5 997       | 2 - 1 |
| 4     | 15 octobre | Cleveland   | D 94-110  | Goga Bitadze (18)     | Bitadze, Sabonis (6)  | McConnell, Washington Jr. (5) | Gainbridge Fieldhouse 6 028       | 2 - 2 |

### Saison régulière
| Saison régulière Total: 25-57 (Domicile : 16-25; Extérieur : 9-32) |

| Match | Date match | Équipe       | Score          | Meilleur marqueur     | Meilleur rebondeur    | Meilleur passeur     | Lieux Spectateurs            | Série |
| ----- | ---------- | ------------ | -------------- | --------------------- | --------------------- | -------------------- | ---------------------------- | ----- |
| 1     | 20 octobre | @ Charlotte  | D 122-123      | Domantas Sabonis (33) | Domantas Sabonis (15) | Malcolm Brogdon (11) | Spectrum Center 15 521       | 0 - 1 |
| 2     | 22 octobre | @ Washington | D 134-135 (OT) | Myles Turner (40)     | Myles Turner (10)     | Malcolm Brogdon (8)  | Capital One Arena 15 407     | 0 - 2 |
| 3     | 23 octobre | Miami        | V 102-91 (OT)  | Chris Duarte (19)     | Malcolm Brogdon (14)  | T. J. McConnell (5)  | Gainbridge Fieldhouse 17 147 | 1 - 2 |
| 4     | 25 octobre | Milwaukee    | D 109-119      | Malcolm Brogdon (25)  | Domantas Sabonis (13) | Malcolm Brogdon (7)  | Gainbridge Fieldhouse 10 339 | 1 - 3 |
| 5     | 27 octobre | @ Toronto    | D 100-118      | Malcolm Brogdon (18)  | Domantas Sabonis (8)  | Malcolm Brogdon (5)  | Scotiabank Arena 19 800      | 1 - 4 |
| 6     | 29 octobre | @ Brooklyn   | D 98-105       | Torrey Craig (29)     | Torrey Craig (11)     | Domantas Sabonis (6) | Barclays Center 16 139       | 1 - 5 |
| 7     | 30 octobre | Toronto      | D 94-97        | Domantas Sabonis (22) | Domantas Sabonis (14) | T. J. McConnell (7)  | Gainbridge Fieldhouse 10 578 | 1 - 6 |

| Match | Date match   | Équipe              | Score          | Meilleur marqueur     | Meilleur rebondeur    | Meilleur passeur       | Lieux Spectateurs              | Série  |
| ----- | ------------ | ------------------- | -------------- | --------------------- | --------------------- | ---------------------- | ------------------------------ | ------ |
| 8     | 1er novembre | San Antonio         | V 131-118      | Domantas Sabonis (24) | Domantas Sabonis (13) | T. J. McConnell (10)   | Gainbridge Fieldhouse 10 227   | 2 - 6  |
| 9     | 3 novembre   | New York            | V 111-98       | Myles Turner (25)     | Myles Turner (13)     | Malcolm Brogdon (7)    | Gainbridge Fieldhouse 11 607   | 3 - 6  |
| 10    | 5 novembre   | @ Portland          | D 106-110      | T. J. McConnell (19)  | Domantas Sabonis (12) | LeVert, Wanamaker (6)  | Moda Center 16 841             | 3 - 7  |
| 11    | 7 novembre   | @ Sacramento        | V 94-91        | Caris LeVert (22)     | Myles Turner (15)     | T. J. McConnell (4)    | Golden 1 Center 12 993         | 4 - 7  |
| 12    | 10 novembre  | @ Denver            | D 98-101       | Malcolm Brogdon (25)  | Domantas Sabonis (19) | T. J. McConnell (9)    | Ball Arena 15 232              | 4 - 8  |
| 13    | 11 novembre  | @ Utah              | V 111-100      | Malcolm Brogdon (30)  | Brogdon, Turner (9)   | McConnell, Sabonis (5) | Vivint Smart Home Arena 18 306 | 5 - 8  |
| 14    | 13 novembre  | Philadelphie        | V 118-113      | Justin Holiday (27)   | Domantas Sabonis (12) | Malcolm Brogdon (10)   | Gainbridge Fieldhouse 14 483   | 6 - 8  |
| 15    | 15 novembre  | @ New York          | D 84-92        | Malcolm Brogdon (22)  | Domantas Sabonis (15) | Malcolm Brogdon (7)    | Madison Square Garden 16 792   | 6 - 9  |
| 16    | 17 novembre  | @ Détroit           | D 89-97        | Malcolm Brogdon (20)  | Domantas Sabonis (11) | Brogdon, McConnell (4) | Little Caesars Arena 11 457    | 6 - 10 |
| 17    | 19 novembre  | @ Charlotte         | D 118-121      | Jeremy Lamb (23)      | Torrey Craig (7)      | Jeremy Lamb (5)        | Spectrum Center 16 787         | 6 - 11 |
| 18    | 20 novembre  | La Nouvelle-Orléans | V 111-94       | Domantas Sabonis (20) | Domantas Sabonis (10) | Domantas Sabonis (6)   | Gainbridge Fieldhouse 15 081   | 7 - 11 |
| 19    | 22 novembre  | @ Chicago           | V 109-77       | Domantas Sabonis (21) | Domantas Sabonis (11) | Malcolm Brogdon (7)    | United Center 21 586           | 8 - 11 |
| 20    | 24 novembre  | L.A. Lakers         | D 116-124 (OT) | Malcolm Brogdon (28)  | Domantas Sabonis (12) | T. J. McConnell (8)    | Gainbridge Fieldhouse 15 572   | 8 - 12 |
| 21    | 26 novembre  | Toronto             | V 114-97       | Domantas Sabonis (23) | Domantas Sabonis (18) | Malcolm Brogdon (12)   | Gainbridge Fieldhouse 13 508   | 9 - 12 |
| 22    | 28 novembre  | Milwaukee           | D 100-118      | Caris LeVert (23)     | Domantas Sabonis (10) | Domantas Sabonis (5)   | Gainbridge Fieldhouse 13 130   | 9 - 13 |
| 23    | 29 novembre  | @ Minnesota         | D 98-100       | Malcolm Brogdon (25)  | Domantas Sabonis (25) | Domantas Sabonis (10)  | Target Center 14 191           | 9 - 14 |

| Match | Date match   | Équipe       | Score     | Meilleur marqueur     | Meilleur rebondeur    | Meilleur passeur      | Lieux Spectateurs            | Série   |
| ----- | ------------ | ------------ | --------- | --------------------- | --------------------- | --------------------- | ---------------------------- | ------- |
| 24    | 1er décembre | Atlanta      | D 111-114 | Malcolm Brogdon (27)  | Domantas Sabonis (10) | Malcolm Brogdon (9)   | Gainbridge Fieldhouse 12 656 | 9 - 15  |
| 25    | 3 décembre   | Miami        | D 104-113 | Caris LeVert (27)     | Domantas Sabonis (16) | Malcolm Brogdon (7)   | Gainbridge Fieldhouse 13 854 | 9 - 16  |
| 26    | 6 décembre   | Washington   | V 116-110 | Domantas Sabonis (30) | Domantas Sabonis (10) | Malcolm Brogdon (8)   | Gainbridge Fieldhouse 12 581 | 10 - 16 |
| 27    | 8 décembre   | New York     | V 122-102 | Chris Duarte (23)     | Domantas Sabonis (11) | Duarte, LeVert (6)    | Gainbridge Fieldhouse 13 167 | 11 - 16 |
| 28    | 10 décembre  | Dallas       | V 106-93  | Caris LeVert (26)     | Sabonis, Turner (10)  | Malcolm Brogdon (8)   | Gainbridge Fieldhouse 12 618 | 12 - 16 |
| 29    | 13 décembre  | Golden State | D 100-102 | Domantas Sabonis (30) | Domantas Sabonis (11) | Malcolm Brogdon (8)   | Gainbridge Fieldhouse 17 018 | 12 - 17 |
| 30    | 15 décembre  | @ Milwaukee  | D 99-114  | LeVert, Sabonis (16)  | Domantas Sabonis (14) | Trois joueurs (5)     | Fiserv Forum 17 341          | 12 - 18 |
| 31    | 16 décembre  | Détroit      | V 122-113 | Caris LeVert (31)     | Duarte, Sabonis (9)   | Lamb, Sabonis (6)     | Gainbridge Fieldhouse 13 596 | 13 - 18 |
| 32    | 21 décembre  | @ Miami      | D 96-125  | Duarte, LeVert (17)   | Myles Turner (7)      | Bradley Wanamaker (5) | FTX Arena 19 600             | 13 - 19 |
| 33    | 23 décembre  | Houston      | V 118-106 | Myles Turner (32)     | Myles Turner (10)     | Caris LeVert (11)     | Gainbridge Fieldhouse 15 089 | 14 - 19 |
| 34    | 26 décembre  | @ Chicago    | D 105-113 | Caris LeVert (27)     | Domantas Sabonis (16) | Caris LeVert (9)      | United Center 20 475         | 14 - 20 |
| 35    | 29 décembre  | Charlotte    | D 108-116 | Caris LeVert (27)     | Domantas Sabonis (18) | Domantas Sabonis (7)  | Gainbridge Fieldhouse 17 608 | 14 - 21 |
| 36    | 31 décembre  | Chicago      | D 106-108 | Caris LeVert (27)     | Domantas Sabonis (14) | LeVert, Sabonis (6)   | Gainbridge Fieldhouse 17 515 | 14 - 22 |

| Match | Date match | Équipe                | Score          | Meilleur marqueur         | Meilleur rebondeur    | Meilleur passeur        | Lieux Spectateurs                 | Série   |
| ----- | ---------- | --------------------- | -------------- | ------------------------- | --------------------- | ----------------------- | --------------------------------- | ------- |
| 37    | 2 janvier  | @ Cleveland           | D 104-108      | Domantas Sabonis (32)     | Domantas Sabonis (13) | Domantas Sabonis (7)    | Rocket Mortgage FieldHouse 17 808 | 14 - 23 |
| 38    | 4 janvier  | @ New York            | D 94-104       | Keifer Sykes (22)         | Domantas Sabonis (8)  | Keifer Sykes (6)        | Madison Square Garden 18 449      | 14 - 24 |
| 39    | 5 janvier  | Brooklyn              | D 121-129      | Domantas Sabonis (32)     | Domantas Sabonis (12) | Domantas Sabonis (10)   | Gainbridge Fieldhouse 14 176      | 14 - 25 |
| 40    | 8 janvier  | Utah                  | V 125-113      | Domantas Sabonis (42)     | Trois joueurs (6)     | Lance Stephenson (14)   | Gainbridge Fieldhouse 13 160      | 15 - 25 |
| 41    | 10 janvier | @ Boston              | D 98-101 (OT)  | Torrey Craig (19)         | Domantas Sabonis (23) | Domantas Sabonis (10)   | TD Garden 19 156                  | 15 - 26 |
| 42    | 12 janvier | Boston                | D 100-119      | Myles Turner (18)         | Oshae Brissett (9)    | Sabonis, Stephenson (6) | Gainbridge Fieldhouse 13 560      | 15 - 27 |
| 43    | 14 janvier | Phoenix               | D 94-112       | Justin Holiday (25)       | Domantas Sabonis (14) | Caris LeVert (9)        | Gainbridge Fieldhouse 14 019      | 15 - 28 |
| 44    | 17 janvier | @ L.A. Clippers       | D 133-139      | Caris LeVert (26)         | Domantas Sabonis (11) | Domantas Sabonis (7)    | Crypto.com Arena 15 080           | 15 - 29 |
| 45    | 19 janvier | @ L.A. Lakers         | V 111-104      | Caris LeVert (30)         | Torrey Craig (13)     | Domantas Sabonis (10)   | Crypto.com Arena 17 818           | 16 - 29 |
| 46    | 20 janvier | @ Golden State        | V 121-117 (OT) | Chris Duarte (27)         | Goga Bitadze (9)      | Goga Bitadze (5)        | Chase Center 18 064               | 17 - 29 |
| 47    | 22 janvier | @ Phoenix             | D 103-113      | Duarte, Stephenson (17)   | Goga Bitadze (11)     | Chris Duarte (4)        | Footprint Center 17 071           | 17 - 30 |
| 48    | 24 janvier | @ La Nouvelle-Orléans | D 113-117      | Duane Washington Jr. (21) | Oshae Brissett (9)    | Caris LeVert (8)        | Smoothie King Center 15 581       | 17 - 31 |
| 49    | 26 janvier | Charlotte             | D 126-158      | Bitadze, Jackson (17)     | Trois joueurs (6)     | Lance Stephenson (10)   | Gainbridge Fieldhouse 14 116      | 17 - 32 |
| 50    | 28 janvier | @ Oklahoma City       | V 113-110 (OT) | Domantas Sabonis (24)     | Domantas Sabonis (18) | Domantas Sabonis (10)   | Paycom Center 15 106              | 18 - 32 |
| 51    | 29 janvier | @ Dallas              | D 105-132      | Duane Washington Jr. (22) | Domantas Sabonis (15) | Domantas Sabonis (8)    | American Airlines Center 19 831   | 18 - 33 |
| 52    | 31 janvier | L.A. Clippers         | V 122-116      | Isaiah Jackson (26)       | Isaiah Jackson (10)   | Caris LeVert (9)        | Gainbridge Fieldhouse 14 629      | 19 - 33 |

| Match                  | Date match | Équipe        | Score          | Meilleur marqueur      | Meilleur rebondeur    | Meilleur passeur       | Lieux Spectateurs                 | Série   |
| ---------------------- | ---------- | ------------- | -------------- | ---------------------- | --------------------- | ---------------------- | --------------------------------- | ------- |
| 53                     | 2 février  | Orlando       | D 118-119      | Caris LeVert (26)      | Terry Taylor (16)     | Lance Stephenson (6)   | Gainbridge Fieldhouse 14 528      | 19 - 34 |
| 54                     | 4 février  | Chicago       | D 115-122      | Caris LeVert (42)      | Terry Taylor (14)     | Caris LeVert (8)       | Gainbridge Fieldhouse 16 355      | 19 - 35 |
| 55                     | 6 février  | @ Cleveland   | V 85-98        | Chris Duarte (22)      | Domantas Sabonis (11) | Domantas Sabonis (4)   | Rocket Mortgage FieldHouse 19 432 | 19 - 36 |
| 56                     | 8 février  | @ Atlanta     | D 112-133      | Chris Duarte (25)      | Terry Taylor (10)     | Lance Stephenson (8)   | State Farm Arena 14 265           | 19 - 37 |
| 57                     | 11 février | Cleveland     | D 113-120      | Tyrese Haliburton (23) | Oshae Brissett (11)   | Buddy Hield (8)        | Gainbridge Fieldhouse 15 075      | 19 - 38 |
| 58                     | 13 février | Minnesota     | D 120-129      | Oshae Brissett (22)    | Oshae Brissett (13)   | Tyrese Haliburton (16) | Gainbridge Fieldhouse 13 532      | 19 - 39 |
| 59                     | 15 février | @ Milwaukee   | D 119-128      | Buddy Hield (36)       | Terry Taylor (9)      | Tyrese Haliburton (8)  | Fiserv Forum 17 341               | 19 - 40 |
| 60                     | 16 février | Washington    | V 113-108      | Tyrese Haliburton (21) | Terry Taylor (9)      | Tyrese Haliburton (14) | Gainbridge Fieldhouse 14 540      | 20 - 40 |
| NBA All-Star Game 2022 |            |               |                |                        |                       |                        |                                   |         |
| 61                     | 25 février | Oklahoma City | D 125-129 (OT) | Buddy Hield (29)       | Oshae Brissett (15)   | Tyrese Haliburton (11) | Gainbridge Fieldhouse 15 182      | 20 - 41 |
| 62                     | 27 février | Boston        | V 128-107      | Oshae Brissett (27)    | Jalen Smith (10)      | Tyrese Haliburton (9)  | Gainbridge Fieldhouse 16 872      | 21 - 41 |
| 63                     | 28 février | @ Orlando     | D 103-119      | Tyrese Haliburton (23) | Jalen Smith (8)       | Tyrese Haliburton (7)  | Amway Center 13 014               | 21 - 42 |

| Match | Date match | Équipe        | Score          | Meilleur marqueur      | Meilleur rebondeur  | Meilleur passeur       | Lieux Spectateurs            | Série   |
| ----- | ---------- | ------------- | -------------- | ---------------------- | ------------------- | ---------------------- | ---------------------------- | ------- |
| 64    | 2 mars     | @ Orlando     | V 122-114 (OT) | Malcolm Brogdon (31)   | Jalen Smith (15)    | Malcolm Brogdon (8)    | Amway Center 11 221          | 22 - 42 |
| 65    | 4 mars     | @ Détroit     | D 106-111      | Malcolm Brogdon (26)   | Jalen Smith (11)    | Buddy Hield (9)        | Little Caesars Arena 17 244  | 22 - 43 |
| 66    | 6 mars     | @ Washington  | D 123-133      | Malcolm Brogdon (27)   | Buddy Hield (8)     | Tyrese Haliburton (11) | Capital One Arena 13 937     | 22 - 44 |
| 67    | 8 mars     | Cleveland     | D 124-127      | Tyrese Haliburton (25) | Goga Bitadze (9)    | Malcolm Brogdon (12)   | Gainbridge Fieldhouse 14 066 | 22 - 45 |
| 68    | 12 mars    | @ San Antonio | V 119-108      | Tyrese Haliburton (19) | Jalen Smith (11)    | Tyrese Haliburton (10) | AT&T Center 14 605           | 23 - 45 |
| 69    | 13 mars    | @ Atlanta     | D 128-131      | Haliburton, Hield (25) | Isaiah Jackson (15) | Tyrese Haliburton (10) | State Farm Arena 17 038      | 23 - 46 |
| 70    | 15 mars    | Memphis       | D 102-135      | Jalen Smith (15)       | Smith, Taylor (8)   | Tyrese Haliburton (8)  | Gainbridge Fieldhouse 15 027 | 23 - 47 |
| 71    | 18 mars    | @ Houston     | V 121-118      | Malcolm Brogdon (25)   | Jalen Smith (10)    | Tyrese Haliburton (7)  | Toyota Center 13 748         | 24 - 47 |
| 72    | 20 mars    | Portland      | V 129-98       | Oshae Brissett (24)    | Oshae Brissett (9)  | Lance Stephenson (11)  | Gainbridge Fieldhouse 16 067 | 25 - 47 |
| 73    | 23 mars    | Sacramento    | D 109-110      | Buddy Hield (25)       | Oshae Brissett (10) | Tyrese Haliburton (15) | Gainbridge Fieldhouse 14 227 | 25 - 48 |
| 74    | 24 mars    | @ Memphis     | D 103-133      | Lance Stephenson (25)  | Justin Anderson (9) | Lance Stephenson (8)   | FedExForum 16 205            | 25 - 49 |
| 75    | 26 mars    | @ Toronto     | D 91-131       | Oshae Brissett (21)    | Oshae Brissett (8)  | Tyrese Haliburton (12) | Scotiabank Arena 19 800      | 25 - 50 |
| 76    | 28 mars    | Atlanta       | D 123-132      | Buddy Hield (26)       | Jalen Smith (6)     | Tyrese Haliburton (13) | Gainbridge Fieldhouse 14 212 | 25 - 51 |
| 77    | 30 mars    | Denver        | D 118-125      | Buddy Hield (20)       | Goga Bitadze (10)   | Tyrese Haliburton (12) | Gainbridge Fieldhouse 15 036 | 25 - 52 |

| Match | Date match | Équipe         | Score     | Meilleur marqueur      | Meilleur rebondeur    | Meilleur passeur       | Lieux Spectateurs            | Série   |
| ----- | ---------- | -------------- | --------- | ---------------------- | --------------------- | ---------------------- | ---------------------------- | ------- |
| 78    | 1er avril  | @ Boston       | D 123-128 | Tyrese Haliburton (30) | Brissett, Smith (6)   | Lance Stephenson (11)  | TD Garden 19 156             | 25 - 53 |
| 79    | 3 avril    | Détroit        | D 117-121 | Oshae Brissett (20)    | Oshae Brissett (10)   | Tyrese Haliburton (17) | Gainbridge Fieldhouse 17 407 | 25 - 54 |
| 80    | 5 avril    | Philadelphie   | D 122-131 | Buddy Hield (25)       | Buddy Hield (11)      | Trois joueurs (5)      | Gainbridge Fieldhouse 15 583 | 25 - 55 |
| 81    | 9 avril    | @ Philadelphie | D 120-133 | Oshae Brissett (20)    | Brissett, Jackson (7) | Tyrese Haliburton (9)  | Wells Fargo Center 21 171    | 25 - 56 |
| 82    | 10 avril   | @ Brooklyn     | D 126-134 | Oshae Brissett (28)    | Oshae Brissett (8)    | Tyrese Haliburton (10) | Barclays Center 17 967       | 25 - 57 |

### Confrontations en saison régulière
| Conférence Est      | Conférence Est                             | Conférence Est                             | Conférence Est                             | Conférence Est                             | Conférence Ouest                           | Conférence Ouest                           | Conférence Ouest                           |
| Division Atlantique | Division Atlantique                        | Division Atlantique                        | Division Atlantique                        | Division Atlantique                        | Division Nord-Ouest                        | Division Nord-Ouest                        | Division Nord-Ouest                        |
| Équipe              | Domicile                                   | Domicile                                   | Extérieur                                  | Extérieur                                  | Équipe                                     | Domicile                                   | Extérieur                                  |
| ------------------- | ------------------------------------------ | ------------------------------------------ | ------------------------------------------ | ------------------------------------------ | ------------------------------------------ | ------------------------------------------ | ------------------------------------------ |
| Boston              | 100-119                                    | 128-107                                    | 98-101 (OT)                                | 123-128                                    | Denver                                     | 118-125                                    | 98-101                                     |
| Brooklyn            | 121-129                                    |                                            | 98-105                                     | 126-134                                    | Minnesota                                  | 120-129                                    | 98-100                                     |
| New York            | 111-98                                     | 122-102                                    | 84-92                                      | 94-104                                     | Oklahoma City                              | 125-129 (OT)                               | 113-110 (OT)                               |
| Philadelphie        | 118-113                                    | 122-131                                    | 120-133                                    |                                            | Portland                                   | 129-98                                     | 106-110                                    |
| Toronto             | 94-97                                      | 114-97                                     | 100-118                                    | 91-131                                     | Utah                                       | 125-113                                    | 111-100                                    |
|                     | 5–4                                        | 5–4                                        | 0–9                                        | 0–9                                        |                                            | 2–3                                        | 2–3                                        |
| Division            | 5–13                                       | 5–13                                       | 5–13                                       | 5–13                                       | Division                                   | 4–6                                        | 4–6                                        |
| Division Centrale   | Division Centrale                          | Division Centrale                          | Division Centrale                          | Division Centrale                          | Division Pacifique                         | Division Pacifique                         | Division Pacifique                         |
| Équipe              | Domicile                                   | Domicile                                   | Extérieur                                  | Extérieur                                  | Équipe                                     | Domicile                                   | Extérieur                                  |
| Chicago             | 106-108                                    | 115-122                                    | 109-77                                     | 105-113                                    | Golden State                               | 100-102                                    | 121-117 (OT)                               |
| Cleveland           | 113-120                                    | 124-127                                    | 104-108                                    | 85-98                                      | L.A. Clippers                              | 122-116                                    | 133-139                                    |
| Detroit             | 122-113                                    | 117-121                                    | 89-97                                      | 106-111                                    | L.A. Lakers                                | 116-124 (OT)                               | 111-104                                    |
|                     |                                            |                                            |                                            |                                            | Phoenix                                    | 94-112                                     | 103-113                                    |
| Milwaukee           | 109-119                                    | 100-118                                    | 99-114                                     | 119-128                                    | Sacramento                                 | 109-110                                    | 94-91                                      |
|                     | 1–7                                        | 1–7                                        | 1–7                                        | 1–7                                        |                                            | 1–4                                        | 3–2                                        |
| Division            | 2–14                                       | 2–14                                       | 2–14                                       | 2–14                                       | Division                                   | 4–6                                        | 4–6                                        |
| Division Sud-Est    | Division Sud-Est                           | Division Sud-Est                           | Division Sud-Est                           | Division Sud-Est                           | Division Sud-Ouest                         | Division Sud-Ouest                         | Division Sud-Ouest                         |
| Équipe              | Domicile                                   | Domicile                                   | Extérieur                                  | Extérieur                                  | Équipe                                     | Domicile                                   | Extérieur                                  |
| Atlanta             | 111-114                                    | 123-132                                    | 112-133                                    | 128-131                                    | Dallas                                     | 106-93                                     | 105-132                                    |
| Charlotte           | 108-116                                    | 126-158                                    | 122-123                                    | 118-121                                    | Houston                                    | 118-106                                    | 121-118                                    |
| Miami               | 102-91 (OT)                                | 104-113                                    | 96-125                                     |                                            | Memphis                                    | 102-135                                    | 103-133                                    |
| Orlando             | 118-119                                    |                                            | 103-119                                    | 122-114 (OT)                               | New Orleans                                | 111-94                                     | 113-117                                    |
| Washington          | 116-110                                    | 113-108                                    | 134-135 (OT)                               | 123-133                                    | San Antonio                                | 131-118                                    | 119-108                                    |
|                     | 3–6                                        | 3–6                                        | 1–8                                        | 1–8                                        |                                            | 4–1                                        | 2–3                                        |
| Division            | 4–14                                       | 4–14                                       | 4–14                                       | 4–14                                       | Division                                   | 6–4                                        | 6–4                                        |
| Conférence          | 11–41 (Domicile : 9–17; Extérieur : 2–24)  | 11–41 (Domicile : 9–17; Extérieur : 2–24)  | 11–41 (Domicile : 9–17; Extérieur : 2–24)  | 11–41 (Domicile : 9–17; Extérieur : 2–24)  | Conférence                                 | 14–16 (Domicile : 7–8; Extérieur : 7–8)    | 14–16 (Domicile : 7–8; Extérieur : 7–8)    |
| Total               | 25–57 (Domicile : 16–25; Extérieur : 9–32) | 25–57 (Domicile : 16–25; Extérieur : 9–32) | 25–57 (Domicile : 16–25; Extérieur : 9–32) | 25–57 (Domicile : 16–25; Extérieur : 9–32) | 25–57 (Domicile : 16–25; Extérieur : 9–32) | 25–57 (Domicile : 16–25; Extérieur : 9–32) | 25–57 (Domicile : 16–25; Extérieur : 9–32) |

## Classements
| Conférence Est | Conférence Est              | Conférence Est | Conférence Est | Conférence Est | Conférence Est | Conférence Est | Conférence Est |
| No             | Franchise                   | Vic.           | Déf.           | MJ             | V/D            | GB             |                |
| -------------- | --------------------------- | -------------- | -------------- | -------------- | -------------- | -------------- | -------------- |
| 1              | c - Heat de Miami           | 53             | 29             | 82             | .646           | –              |                |
| 2              | y - Celtics de Boston       | 51             | 31             | 82             | .622           | 2              |                |
| 3              | y - Bucks de Milwaukee      | 51             | 31             | 82             | .622           | 2              |                |
| 4              | x - 76ers de Philadelphie   | 51             | 31             | 82             | .622           | 2              |                |
| 5              | x - Raptors de Toronto      | 48             | 34             | 82             | .585           | 5              |                |
| 6              | x - Bulls de Chicago        | 46             | 36             | 82             | .561           | 7              |                |
|                |                             |                |                |                |                |                |                |
| 7              | x - Nets de Brooklyn        | 44             | 38             | 82             | .537           | 9              |                |
| 8              | pi - Cavaliers de Cleveland | 44             | 38             | 82             | .537           | 9              |                |
| 9              | x - Hawks d'Atlanta         | 43             | 39             | 82             | .524           | 10             |                |
| 10             | pi - Hornets de Charlotte   | 43             | 39             | 82             | .524           | 10             |                |
|                |                             |                |                |                |                |                |                |
| 11             | o - Knicks de New York      | 37             | 45             | 82             | .451           | 16             |                |
| 12             | o - Wizards de Washington   | 35             | 47             | 82             | .427           | 18             |                |
| 13             | o - Pacers de l'Indiana     | 25             | 57             | 82             | .305           | 28             |                |
| 14             | o - Pistons de Détroit      | 23             | 59             | 82             | .280           | 30             |                |
| 15             | o - Magic d'Orlando         | 22             | 60             | 82             | .268           | 31             |                |

| Division Centrale          | V  | D  | MJ | V/D  | GB | Dom   | Ext   | Div  |
| -------------------------- | -- | -- | -- | ---- | -- | ----- | ----- | ---- |
| y - Bucks de Milwaukee     | 51 | 31 | 82 | .622 | –  | 27–14 | 24–17 | 12–4 |
| x - Bulls de Chicago       | 46 | 36 | 82 | .561 | 5  | 27–14 | 19–22 | 10–6 |
| o - Cavaliers de Cleveland | 44 | 38 | 82 | .537 | 7  | 25–16 | 19–22 | 10–6 |
| o - Pacers de l'Indiana    | 25 | 57 | 82 | .305 | 26 | 16–25 | 9–32  | 2–14 |
| o - Pistons de Détroit     | 23 | 59 | 82 | .280 | 28 | 13–28 | 10–31 | 6-10 |